# 2025 v dopravě
Tento článek obsahuje seznam událostí souvisejících s dopravou, které proběhly roku 2024.

## Leden
- 1. ledna

 V Česku začalo zavádění výhradního provozu vlakového zabezpečovače ETCS na hlavních železničních koridorech. Od 1. ledna se jednalo o trať Česká Třebová – Přerov, od 8. ledna o tratě Bohumín–Přerov a Přerov–Břeclav, od 15. ledna o tratě Břeclav–Brno a Brno – Česká Třebová, celá akce zahrnující zavedení výhradního provozu pod ETCS na celkem 622 km tratí byla završena 22. ledna na trati Praha – Česká Třebová.

## Duben
- 1. dubna

 Dopravce Regiojet začal nasazovat v pravidelném provozu s cestujícíci na lince S49 PID (Praha-Hostivař – Roztoky u Prahy) nové elektrické jednotky řady 655.
- 9. dubna

 V ulicích Prahy se poprvé objevila pětičlánková tramvaj Škoda 52T. Jednalo se o první ze 40 objednaných kusů, v první fázi šlo o zkušební provoz bez cestujících.

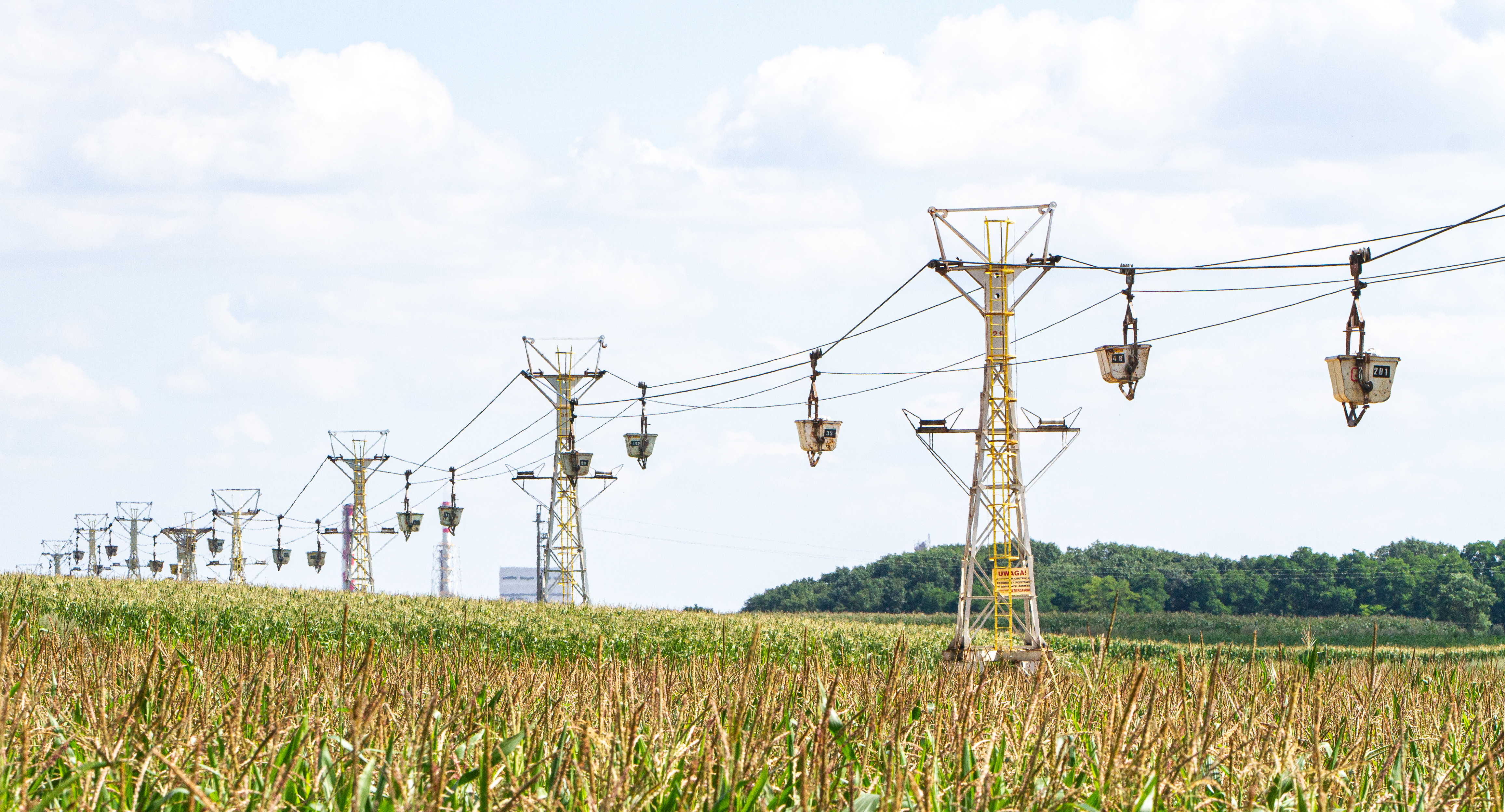
Průmyslová lanovka do Janikowa

## Květen
- 30. května

 Byl zastaven provoz na poslední průmyslové lanovce v Polsku. Lanovku používala společnost Qemetica pro dopravu vápence z lomu do závodů Janikowo a dříve i Inowrocław.

## Červen
- 11. června

 Ve Vítkovických železárnách byl ukončen lokomotivní provoz na úzkorozchodné železnici o rozchodu 790 mm, který zajišťovala Vítkovická doprava.

## Srpen
- 12. srpna

 Z výrobního závodu společnosti Siemens v Mnichově-Allachu dorazily do depa Praha–Vršovice první tří lokomotivy Siemens Vectron pro rychlost 230 km/h. České dráhy tyto stroje označené jako řada 384 plánují nasazovat se soupravami ComfortJet a Railjet.